# Amfitrita
Amfitrita sau Amphitrita era o nimfă nereidă, mama ei era Doris, iar tatăl său era Nereus, ce își avea palatul în apele Egee. Poseidon s-a îndrăgostit de Amphitrita, dar, la început, ea nu vrea să devină soția zeului și fuge de el. Poseidon pune doi delfini s-o pețească pe fecioara lui Nereus. Aceștia reușesc s-o convingă pe Amfitrita să se căsătorească cu preaputernicul zeu Poseidon. Zeus îi răsplătește pe delfini urcându-i în cer și astfel apare pe boltă frumoasa constelație a celor doi delfini. Pe urmă, Amfitrita i-a născut lui Poseidon un fecior ciudat, pe nume Triton.
Amphitrita a avut cu Poseidon, conform surselor antice, încă două fete: Rhode și Benthesikme.
Amphitrita este menționată în sursele antice de către Ovidiu, Euripides și Apollodorus.

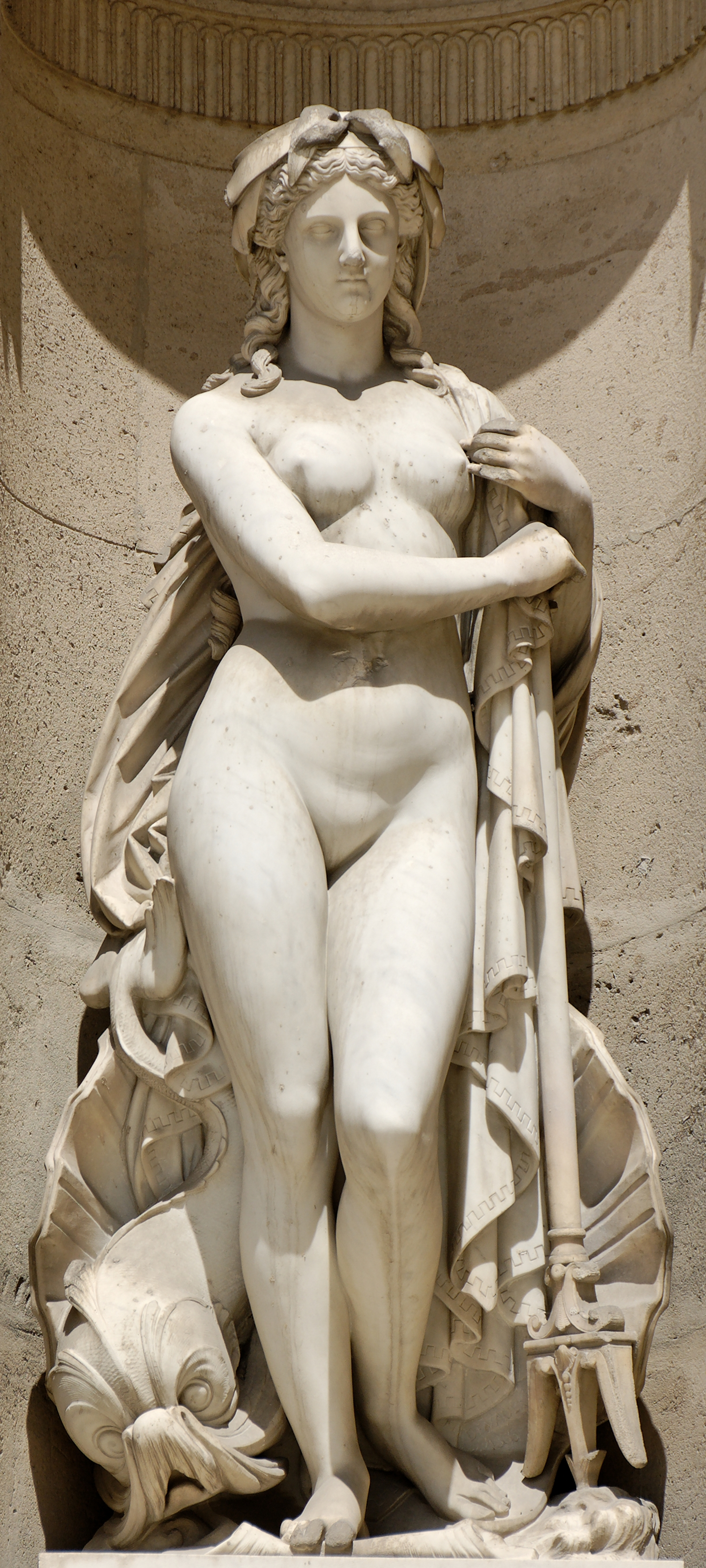
Amfitrita de François Théodore Devaulx